# Гезирет-Варрак-эль-Хадр
Гезирет-Варрак-эль-Хадр (Эль-Варрак, араб. جزيره وراق الحضر‎) — остров на Ниле, напротив северной части Каира, столицы Египта. Административно относится к району Эль-Варрак мухафазы Эль-Гиза.
На острове находится поселение бедняков, в котором проживает около 100 тысяч человек. Жилой район острова представляет собой трущобы — кварталы стихийной самовольной застройки, возведённые без оформления прав на землю, в основном, двух-трёхэтажные каменные и бетонные многоквартирные дома. На остров проведено электричество, но нет канализации и водопровода. Работают две школы (начальная и средняя), почта, полицейский участок и медицинский центр. До открытия моста в 2019 году остров связан был с берегами Нила небольшими паромами и моторными лодками.
В 1996 году начато строительство балочного моста Эль-Варрак. Строительство было завершено в 2001 году. Мост пересекает северную оконечность острова и не имеет спуска на остров.

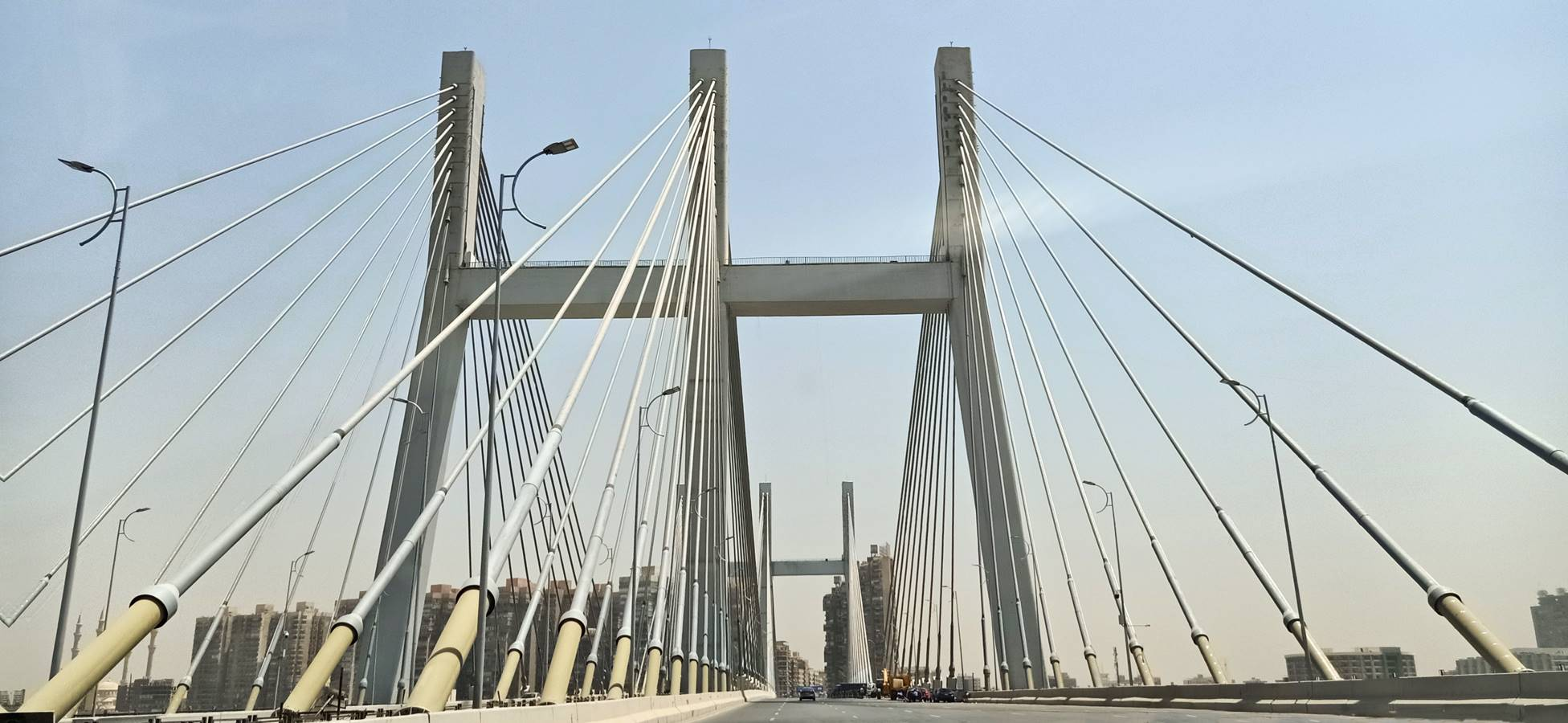
Мост Род-эль-Фараг через остров Эль-Варрак

В 2019 году с участием президента Египта Абдул-Фаттаха Халила ас-Сиси был открыт вантовый мост Род-эль-Фараг через остров Эль-Варрак. Он также известен как мост «Тахья Миср» (лозунг "Тахья Миср уа тахья аль-Хуррия! — Да здравствует Египет и да здравствует Свобода! — был популярен во время массовых протестов на площади Тахрир в 2011 году). Мост длиной 540 м и шириной 67,3 м имеет шесть полос в каждом направлении. 160 вант соединяют два пилона высотой 92 м с дорожным полотном. Открытию моста предшествовали протесты местных жителей из-за сноса незаконных построек, начавшиеся 26 июля 2017 года. В столкновении с полицией погиб один человек.